# Folkeafstemningen om Kroatiens EU-medlemskab 2012
Folkeafstemningen om Kroatiens EU-medlemskab 2012 var en folkeafstemning som blev afholdt den 22. januar 2012 i Kroatien. Folkeafstemningen omhandlede hvorvidt landet skulle godkende medlemskabsaftalen eller ikke. Medlemskabsaftalen reguler vilkårene for Kroatiens tilslutning til den europæiske union (EU). Omkring totredjedele (66,27 %) af de stemmeberettigede stemte for medlemskabet, mens en tredjedel (33,13 %) stemte imod det. Valgdeltagelsen lå på 43,51 %, noget som kan sammenlignes med en valgdeltagelse på omkring 56 % til det kroatiske parlamentsvalg i 2011. Alle partierne i parlamentet gik ind for et ja i folkeafstemningen.
Opinionsmålinger før folkeafstemningen pegede i retningen af at omkring totredjedele ville stemme for medlemskabet, mens en tredjedel ville stemme imod. Fra regeringens side var udenrigs- og EU-minister Vesna Pusić hovedansvarlig for folkeafstemningskampagnen.